# Cá chai neo
Cá chai neo (danh pháp khoa học: Callionymus semeiophor) là một loài cá trong chi Callionymus, trong họ cá Đàn lia.